# Kozila
Kozila (szerbül: Козила) szerb falu Bosznia-Hercegovinában, Bosanska krajina területén, a Szerb Köztársaságban, Šipovo községben. 

## Fekvése
Bosznia-Hercegovina közép-nyugati részén, Banja Lukától légvonalban 62, közúton 92 km-re délre, községközpontjától légvonalban 6 km-re, közúton 12 km-re délre, a Janj-folyó és a Vitorog-hegység északi peremén emelkedő Pljevski podovi nevű fennsík között, átlag 900 méteres tengerszint feletti magasságban található. 

## Népessége
| Nemzetiségi csoport | Népesség 1991 | Népesség 2013 |
| ------------------- | ------------- | ------------- |
| Szerb               | 58            | 20            |
| Bosnyák             | 0             | 0             |
| Horvát              | 0             | 0             |
| Jugoszláv           | 0             | 0             |
| Egyéb               | 0             | 0             |
| Összesen            | 58            | 20            |

## Története
A régészeti leletek tanúsága szerint területe már az őskortól fogva lakott volt. A legrégibb leletek a bronzkorból származnak, melyek a Mijatovića gradinán található erődítmény maradványai közül kerültek elő. A térség az 1463-as oszmán hódítás során kerül török uralom alá.
A település 1878-ig tartozott az Oszmán Birodalomhoz, majd az Osztrák-Magyar Monarchia része lett. A monarchia szétesésével 1918-ben előbb a Szerb-Horvát-Szlovén Királyság, majd 1929-től a Jugoszláv Királyság része. Jugoszlávia megszállása után a falu a Független Horvát Állam (NDH) része lett.
1945-től a település a szocialista Jugoszlávia része volt. A településen az 1991-es népszámlálás adatai szerint 397-en éltek. A Bosznia-Hercegovinában zajló polgárháború idején a Visoko Krajina többi településéhez hasonlóan a Boszniai Szerb Köztársaság része volt. A területén 1995 szeptemberéig nem volt háborús hadművelet, ekkor azonban a település területét a Horvát Köztársaság fegyveres ereje megszállta. A horvát csapatok elől a lakosság elmenekült. A daytoni békeszerződés aláírása után a település a Szerb Köztársasághoz, azon belül Šipovo községhez került.

## Nevezetességei
- Mijatovića gradina – őskori eredetű erődítmény maradványai a falu központjától nyugatra emelkedő 913 méteres magaslaton. A lelőhely platóját ellipszoid alakban 5 méter széles és 3 méter magasságú sánc övezi, míg a keleti oldalon egy bevágás választja el a domb teraszától. A régészeti leletek főként kerámiatöredékek, melyek a bronzkorból és a vaskorból származnak.[4]